# Say It Loud – I'm Black and I'm Proud
Say It Loud – I'm Black and I'm Proud é uma canção funk escrita por James Brown e Alfred "Pee Wee" Ellis em 1968. Foi lançada como single de duas partes e alcançou o número um na parada R&B por seis semanas e número 10 na parada Billboard Hot 100. Ambas as partes do single foram posteriormente incluídas no álbum de James Brown de 1968 A Soulful Christmas e em seu álbum de 1969 de mesmo nome. A canção se tornou um hino não oficial do movimento Black Power.
"Say It Loud – I'm Black and I'm Proud" foi a primeira gravação de Brown com participação do trombonista Fred Wesley.

## Letra
Na canção, Brown aborda o preconceito contra os negros na América, e a necessidade de fortalecimento dos negros. Ele proclama que "nós exigimos uma chance de fazermos as coisas para nós mesmos/estamos cansados de bater nossas cabeças contra a parede/e trabalhar para os outros". O refrão da canção, na forma de chamada e resposta, é cantada por um grupo de jovens crianças, que respondem aos comando de Brown de "Say it loud" com "I'm black and I'm proud!" A canção foi gravada em uma área suburbana de Los Angeles com mais ou menos 30 crianças das vizinhanças de Watts (Los Angeles) e Compton (Califórnia).
A letra "We've been 'buked and we've been scorned/We've been treated bad, talked about as sure as you're born" no primeiro verso da canção é uma paráfrase do spiritual "I've Been 'Buked".
Diversos outros singles de Brown na mesma época de "Say It Loud – I'm Black and I'm Proud", notavelmente "I Don't Want Nobody to Give Me Nothing (Open Up the Door, I'll Get It Myself)", explora temas similares tais como fortalecimentos dos negros e independência.

## Reconhecimento
O Rock and Roll Hall of Fame inclui "Say It Loud – I'm Black and I'm Proud" como uma de suas 500 canções que moldaram o Rock and Roll. Em 2004 foi classificada como número 305 na lista da revista Rolling Stone das 500 melhores canções de todos os tempos da Revista Rolling Stone. Inspirou o título do especial da VH1 Say It Loud! A Celebration of Black Music in America.

## Músicos
- James Brown – vocais
- Crianças não creditadas refrão[5]
- Ryan Hayman-Ball Prep Academy

com a James Brown Orchestra:
- Waymond Reed – trompete
- Richard "Kush" Griffith – trompete
- Fred Wesley – trombone
- Alfred "Pee Wee" Ellis – saxofone alto
- Maceo Parker – saxofone tenor
- St. Clair Pinckney – saxofone barítono
- Jimmy Nolen – guitarra
- Charles Sherrell – Baixo
- Clyde Stubblefield – bateria

## Outras versões e usos
Inúmeras músicos de hip hop e grupos samplearam "Say It Loud – I'm Black and I'm Proud", incluindo Eric B. & Rakim, Big Daddy Kane, LL Cool J e 2 Live Crew.
Alguns intérpretes também fizeram versões cover da canção, incluindo o saxofonista de jazz Lou Donaldson (em seu álbum de  1969 Say It Loud!), o cantor de reggae Bob Marley (em uma medley com "Black Progress") e a banda de punk rock Black Randy And The Metrosquad.
Uma versão minimamente modificada da linha de baixo de "Say It Loud – I'm Black and I'm Proud" aparece em longas sessões da faixa "Yesternow" no álbum de Miles Davis A Tribute to Jack Johnson.
O pianista de jazz Jaki Byard recita a frase título no início de "Parisian Thoroughfare", a faixa de abertura de seu álbum The Jaki Byard Experience. Entretanto, a declamação é somente audível quando a faixa é tocada em alto volume.
A canção ganhou referência no episódio de The Fresh Prince of Bel-Air, inspirado nos protestos do movimento Black Power.  Will, o Afro-americano lidera uma tentativa de realizar um protesto (ironicamente, Will e seus primo Carlton são as únicas pessoas negras na sala) e ter o professor popular reintegrado, ele inspira "Cornflake", um estudante branco, que fica de pé e grita "Fight the Power Will! Sing it loud, I'm black and I'm proud" (em português:  Combata o poder Will! Cante alto, sou negro e orgulhoso), em que Will replica "See, my man Conflake's got the spirit. He's a little confused but he's got the spirit" (em português:  Veja, meu chegado Cornflake pegou o espírito. Ele está meio confuso mas pegou o espírito).
A canção também é referenciada na canção dos The Temptations "Message From a Black Man".
"Let's Take it to the Stage" do grupo Funkadelic acena para esta canção com a letra "Say it loud, I'm funky and I'm proud."
A artista de R&B/Rock Meshell Ndegeocello faz uma cover da canção em suas apresentações ao vivo.